# Letzte Instanz
I Letzte Instanz sono un gruppo musicale tedesco, formatosi a Dresda nel 1996, che unisce strumenti rock, come il basso elettrico, la batteria e la chitarra elettrica, con archi della musica classica, tra i quali il violoncello e il violino.

## Storia della band

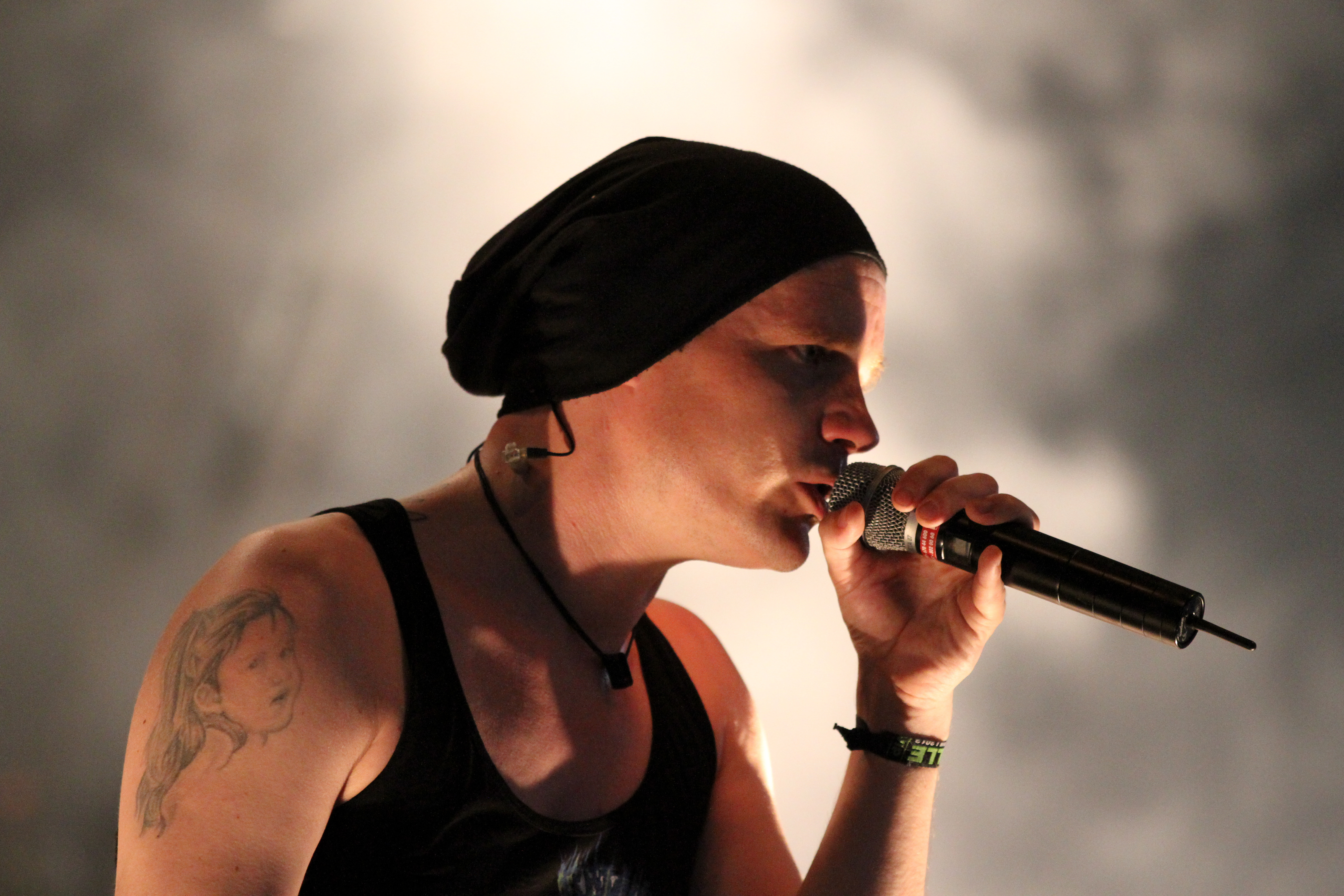
Il cantante Holly al Wave-Gotik-Treffen (2013)

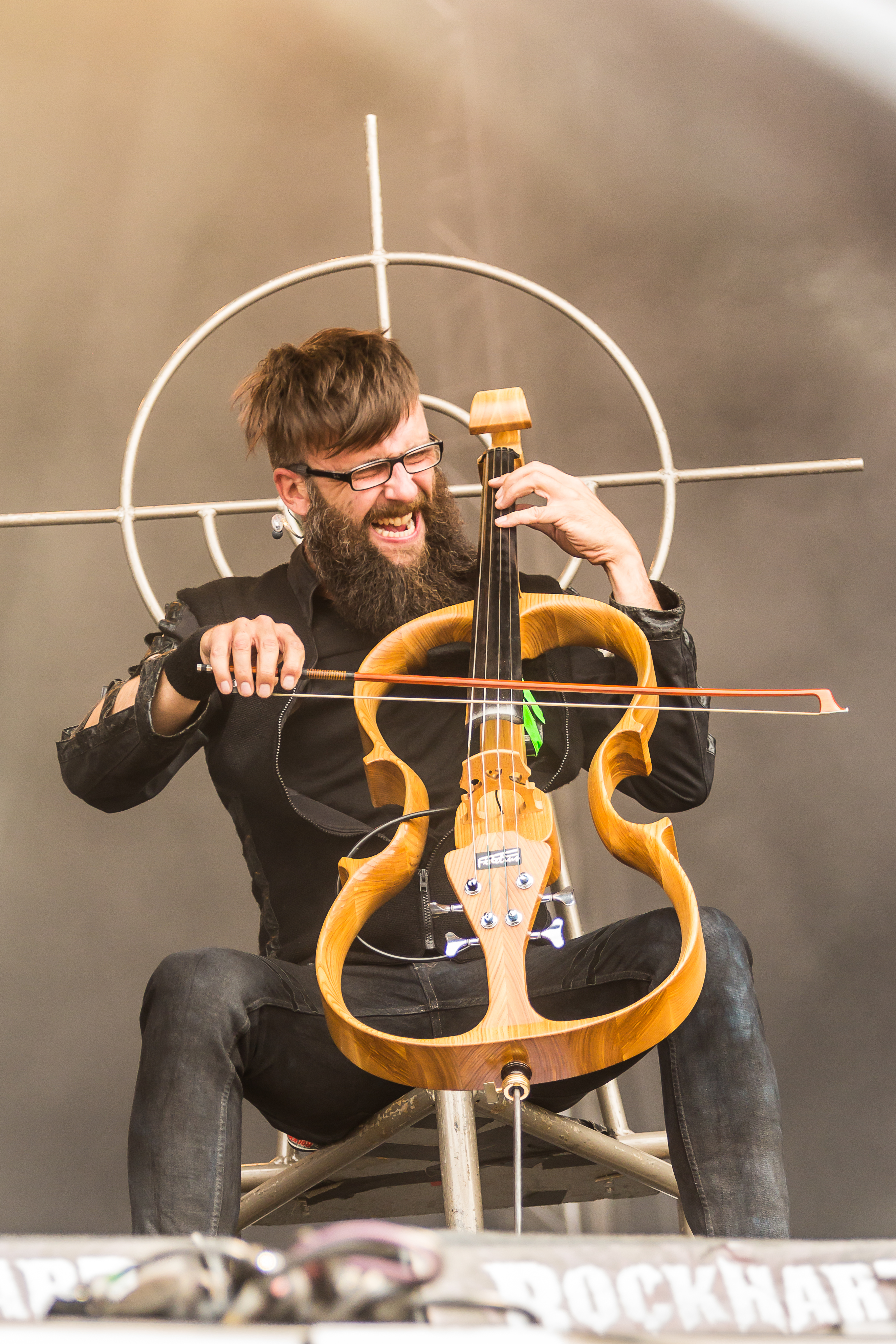
Benni Cellini al Rockharz Open Air di Ballenstedt nel 2018.

Il gruppo Letzte Instanz è stato fondato nel 1996 dai membri della band Resistance, ovvero Hörbi, Tin Whistle, Muttis Stolz, Kaspar Wichman, Holly D. e Markus G-Punkt. Nel 1997, il violoncellista Benni Cellini si unì alla band, prima come musicista ospite e poco dopo come membro permanente.
La band registrò cinque tracce, provenienti dal primo album Aufstand der Zwerge e successivamente incluse in Brachialromantik, nell'Ardenne Ton-Studio di Dresda, con lo scopo di ottenere un contratto discografico con il nome di Resistance; riuscirono in parte in tale scopo, poiché l'etichetta con cui firmarono il contratto, nel 1996, la Costbar Records, decise, tra diverse discussioni, di cambiare il nome della band in Letzte Instanz.
Prima della pubblicazione del loro secondo disco, Das Spiel, nel 1999, Hörbi e Kaspar Wichman lasciarono la band e furono sostituiti da Sebastian Lohse, conosciuto con lo pseudonimo di Robin Sohn, e Rasta F. Nel gennaio 2002, i Letzte Instanz realizzarono una cover del brano Vision Thing dei Sisters of Mercy, che fu pubblicata nell'album tributo intitolato Thank You! Sisters of Mercy.
Dopo diversi tour, il gruppo, ormai composto da otto membri (M. Stolz, Robin, Benni Cellini, FX, Holly D., Specki TD, Tin e Oli), iniziò a registrare il quarto disco. L'album Götter Auf Abruf fu pubblicato nel settembre 2003, entrando nelle classifiche musicali tedesche. Per la primavera del 2004 la band annunciò l'uscita di un DVD live e di un CD live, i quali apparvero solo alla fine di settembre.

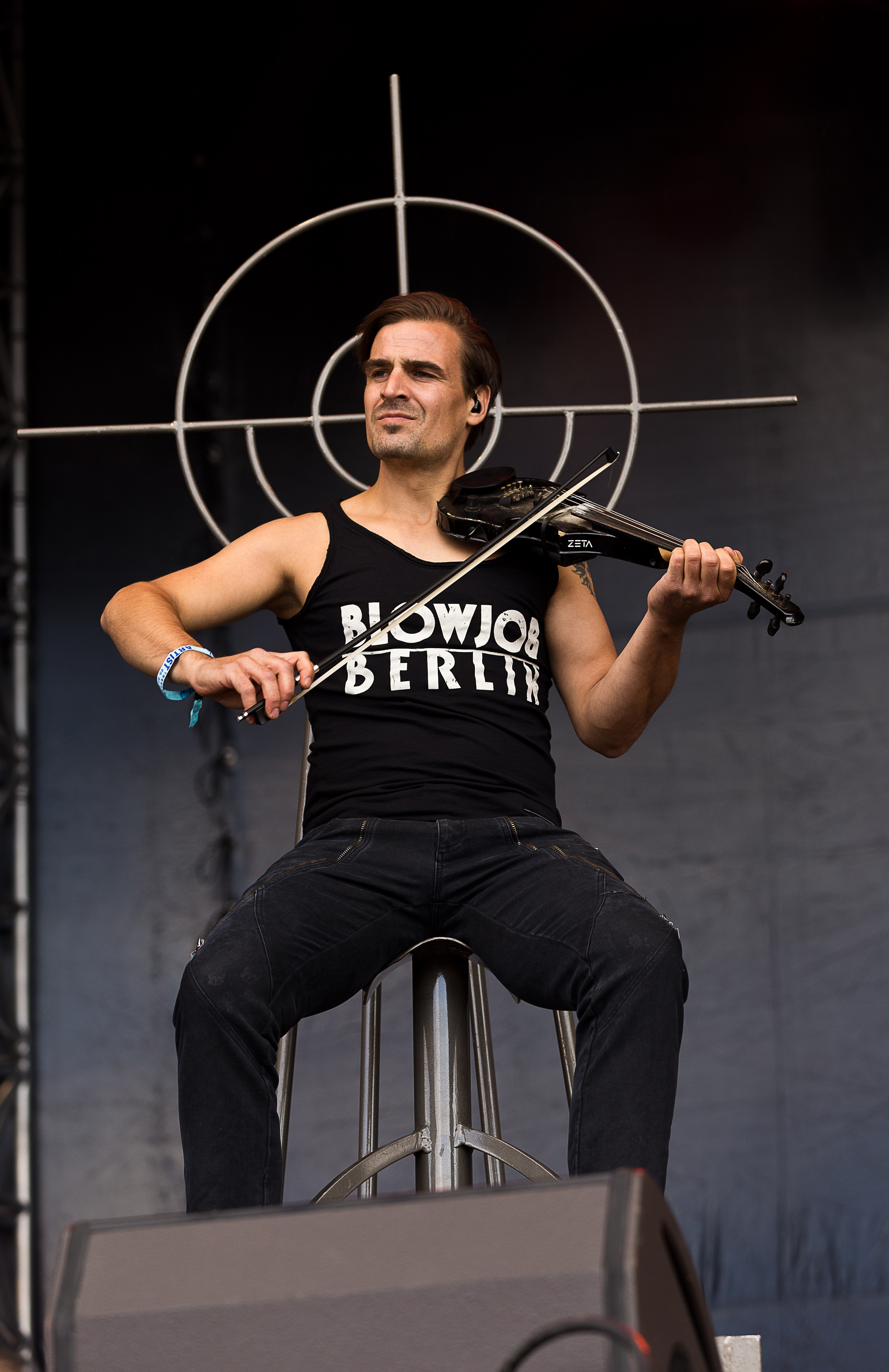
M. Stolz al Rockharz di Ballenstedt nel 2015.

Dopo il tour per il nuovo album, Sebastian, Tin e FX lasciarono sorprendentemente la band alla fine del marzo 2004. Più o meno nello stesso periodo, M. Stolz e Benni Cellini collaborarono con la neonata band Angelzoom, registrando il singolo Fairyland e quattro canzoni per il loro primo album Angelzoom.
Nel 2004, il bassista Michael Ende si unì al gruppo, mentre all'inizio di giugno 2005 ci furono le prime apparizioni della band con la nuova formazione. Dopo un riuscito test in vari festival nell'estate del 2005, i Letzte Instanz tornarono in studio di registrazione alla fine di settembre per registrare l'album Ins Licht, previsto per il 2006.
Il 3 febbraio 2006 fu pubblicato Ins Licht e una settimana dopo raggiunse la 53ª posizione in classifica. La canzone Das Stimmlein su Ins Licht venne realizzata in collaborazione con diversi cantanti, tra i quali Eric Fish (Subway to Sally), Sven Friedrich (Zeraphine) e Thomas Lindner (Schandmaul).
Il 23 marzo 2007 uscì il sesto lavoro della band con il titolo Wir sind Gold, un disco che il chitarrista e cantante Holly D. descrisse come "il lavoro più armonioso", perché questa volta la band era più vicina al processo di registrazione del solito: la maggior parte delle canzoni furono scritte sul bus durante il tour Ins Licht, "dove a volte ti sedevi e componevi musica fino alle 3 del mattino". Il singolo Wir sind allein è una cover della canzone You chained me up della band Inchtabokatables.
Nello stesso anno, il gruppo pubblicò l'album acustico Das weiße Lied, che includeva nuove interpretazioni di vecchie canzoni, quattro completamente nuove e la cover Heroes di David Bowie. Nell'agosto 2008 furono pubblicati sia il CD live Die Weisse Reise: Live in Dresden che il DVD Weißgold con la registrazione del concerto acustico nella Lukaskirche di Dresda e la performance al Wacken Open Air del 2007.
L'album Schuldig, preceduto dal singolo Flucht ins Glück, uscì il 27 febbraio 2009 e conteneva il brano Der Garten, che la band registrò con la cantante turca Aylin Aslım.
Nel maggio 2010, il batterista Specki TD lasciò i Letzte Instanz ed entrò nel gruppo In Extremo; fu sostituito, nel giugno 2010, da David Pätsch, ex batterista dei Subway to Sally e membro del Blue Man Group. Nell'ottobre 2010 venne pubblicato l'album Heilig, promosso dall'uscita del singolo Schau in mein Gesicht.
Nel febbraio 2011, il singolo Neue Helden fu premiato come inno ufficiale del Campionato mondiale di hockey su ghiaccio Under-18, durante la partita degli Eispiraten Crimmitschau contro i Dresdner Eislöwen.
Con il loro decimo album, Ewig, nel 2012, i Letzte Instanz raggiunsero l'11ª posizione nelle classifiche musicali tedesche; il video della canzone Von Anfang an fu reso disponibile gratuitamente su Amazon. A dicembre, seguì un video musicale per la canzone Blind, in collaborazione con la cantante Ria degli Eisblume, realizzato durante il tour dell'album a Berlino e Lipsia.
Rispettivamente nel marzo 2014 e nell'aprile 2015 Holly D. e David Pätsch lasciarono la band, quest'ultimo fu sostituito dal batterista Andy Horst. Nel dicembre 2014 la band realizzò una cover della canzone Hurensöhne del gruppo Silly, in occasione del compleanno della cantante Tamara Danz; i ricavati del singolo furono donati all'Associazione Brustkrebs Deutschland e.V. Nell'autunno 2015, Ally Storch, Silke Meyer, entrambe dei Subway to Sally, e Lisa Morgenstern accompagnarono il Brachial*Leise tour.
Nel maggio 2016, Bernie Geef si unì ai Letzte Instanz come nuovo chitarrista quando la band annunciò di essersi separata da Oliver Schmidt, perché nel "processo di produzione del nuovo album le idee musicali sono cambiate".
Nell'agosto 2016 la band pubblicò l'album Liebe im Krieg, che raggiunse il quarto posto in classifica, divenendo il loro maggior successo. Nello stesso anno, la società calcistica RasenBallsport Leipzig scelse la canzone Wir sind eins come sigla per promuovere la Bundesliga.

## Formazione

### Formazione attuale
- Holly Loose – voce (2005-presente)
- Bernie Geef – chitarra (2016-presente)
- Muttis Stolz – violino (1996-presente)
- Benni Cellini – violoncello (1997-presente)
- Michael Ende – basso (2004-presente)
- Andy Horst – batteria (2015-presente)

### Ex componenti
- Hörbi – voce (1996-1997)
- Holly D. – chitarra acustica, voce (1996-2014)
- Sebastian Lohse – voce (1997-2004)
- Tin Whistle – chitarra (1996-2004)
- Oli – chitarra (2001-2016)
- Kaspar Wichman – basso (1996-1999)
- Rasta F. – basso (1999-2001)
- FX – basso (2001-2004)
- Markus G-Punkt – batteria (1996-2001)
- Specki T.D. – batteria (2001-2010)
- David Pätsch – batteria (2010-2015)

## Stile musicale
I Letzte Instanz, con il loro primo disco Brachialromantik, fortemente orientato verso il medieval rock di band come i Subway to Sally o i In Extremo, furono inizialmente identificati con questo stile musicale.
Lo stile musicale dell'album successivo, Das Spiel... sich im kreise dreht, fu molto diverso dal primo lavoro: l'attenzione fu rivolta agli strumenti rock, affiancati da alcuni gadget elettronici, mentre gli archi furono relegati in sottofondo. L'uso del rap in alcune canzoni mostra il loro distacco dalla scena rock medievale. Nel CD è presente la prima traccia cover realizzata dalla band, Love Is a Shield dei Camouflage.
Con il terzo album Kalter Glanz, i Letzte Instanz cambiarono nuovamente suono fondendo i ritmi musicali tipici del nu metal, caratterizzati da riff di chitarra, ad archi in sottofondo. La band, inoltre, poté collaborare con due cantanti famosi, Marta Jandová dei Die Happy e Sven Friedrich della ex band Dreadful Shadows e attuale frontman delle band Zeraphine e Solar Fake, con i quali realizzò tre canzoni.
Il gruppo, quando si unì il cantante Holly, dovette adattarsi alla nuova voce, perciò tornò a dare spazio agli archi, lasciando gli strumenti rock in sottofondo: gli archi dominarono quasi completamente l'album acustico Das weiße Lied del 2007.

## Discografia

### Album in studio
- 1996 – Aufstand der Zwerge (come Resistance)
- 1998 – Brachialromantik (Costbar)
- 1999 – Das Spiel... sich im Kreise dreht (Andromeda/Vielklang Musikproduktionen)
- 2001 – Kalter Glanz (Andromeda/Vielklang Musikproduktionen)
- 2003 – Götter auf Abruf (Andromeda/Vielklang Musikproduktionen)
- 2006 – Ins Licht (Drakkar Records/Sony BMG Music Entertainment)
- 2007 – Wir sind Gold (Drakkar Records/Sony BMG Music Entertainment)
- 2009 – Schuldig (Drakkar Records)
- 2010 – Heilig (Drakkar Records/Dragnet Records, Sony Music Columbia)
- 2012 – Ewig (Drakkar Records/Sony Music)
- 2014 – Im Auge des Sturms (Drakkar Records/Sony Music)
- 2016 – Liebe im Krieg (AFM Records/Soulfood)
- 2018 – Morgenland (AFM Records/Soulfood)[11]